# Gropahålet
Gropahålet este o arie protejată (arie specială de conservare — SAC, sit de importanță comunitară — SCI) din Suedia întinsă pe o suprafață de 76,2 ha, integral pe uscat.

## Localizare
Centrul sitului Gropahålet este situat la coordonatele 55°51′59″N 14°14′04″E / 55.8665°N 14.2344°E.

## Înființare
Situl Gropahålet a fost declarat sit de importanță comunitară în ianuarie 1997 pentru a proteja 1 specie de plante. Situl a fost protejat și ca arie specială de conservare în martie 2011.

## Biodiversitate
Situată în ecoregiunea continentală, aria protejată conține 2 habitate naturale: Dune de coastă fixe cu vegetație erbacee („dune gri”), Dune împădurite din regiunile atlantică, continentală și boreală.
La baza desemnării sitului se află o specie protejată de  plante: Dianthus arenarius subsp. arenarius.